# Старий Беленцин
Старий Беленцин (пол. Stary Belęcin) — село в Польщі, у гміні Кшеменево Лещинського повіту Великопольського воєводства.
Населення — 184 особи (2011).

## Демографія
Демографічна структура станом на 31 березня 2011 року:
|          | Загалом | Допрацездатний вік | Працездатний вік | Постпрацездатний вік |
| -------- | ------- | ------------------ | ---------------- | -------------------- |
| Чоловіки | 87      | 22                 | 55               | 10                   |
| Жінки    | 97      | 24                 | 54               | 19                   |
| Разом    | 184     | 46                 | 109              | 29                   |